# Eduard Müller
Blahoslavený Eduard Müller (20. srpna 1911, Neumünster, Šlesvicko-Holštýnsko – 10. listopadu 1943, Hamburk) byl německý římskokatolický kněz. Stal se obětí nacistického pronásledování katolické církve a od roku 2011 je uctíván jako blahoslavený.

## Život
Pocházel z rodiny se sedmi dětmi, která neměla snadný život. Otec od rodiny odešel, a matka vykonávala jen pomocné práce. Vliv na něj měl neumünsterský kaplan Bernhard Schräder, který jej podporoval v jeho touze stát se knězem a jeho studia pomáhal financovat. V roce 1935 začal Müller studovat v kněžském semináři pro pozdní povolání. Po pěti letech studií byl vysvěcen na kněze. Jako novokněz začal působit ve farnosti při kostele Nejsvětějšího Srdce Páně v Lübecku.
Eduard Müller byl značně oblíben mezi mládeží. Proto mu byla nabídnuta spolupráce s Hitlerjugend, což však odmítl. Uvědomoval si, že nacismus a křesťanství jsou neslučitelné. Zapojil se do protinacistické činnosti, mimo jiné tím, že rozmnožoval a šířil mezi lidi kázání rozhodného antinacisty, biskupa bl. von Galena, na čemž spolupracoval s Hermannem Lange a Johannem Prassekem, svými spolukaplany z farnosti. Dne 22. června 1942 byl zatčen a obviněn ze "zrádného napomáhání nepříteli" a "podkopávání morálky". Následně byl odsouzen k trestu smrti, převezen do Hamburku a zde 10. listopadu 1943 sťat gilotinou.

## Beatifikace
Papež Benedikt XVI. dal souhlas k beatifikaci 1. července 2010. Akt beatifikace vykonal jménem papeže (jako jeho legát) kardinál Walter Kasper v kostele Nejsvětějšího Srdce Ježíšova v Lübecku 25. června 2011. Spolu s Johannem Prasskem byli beatifikováni další dva kněží-mučedníci z období nacismu, jeho spolupracovníci Johannes Prassek a Hermann Lange.

## Odkazy

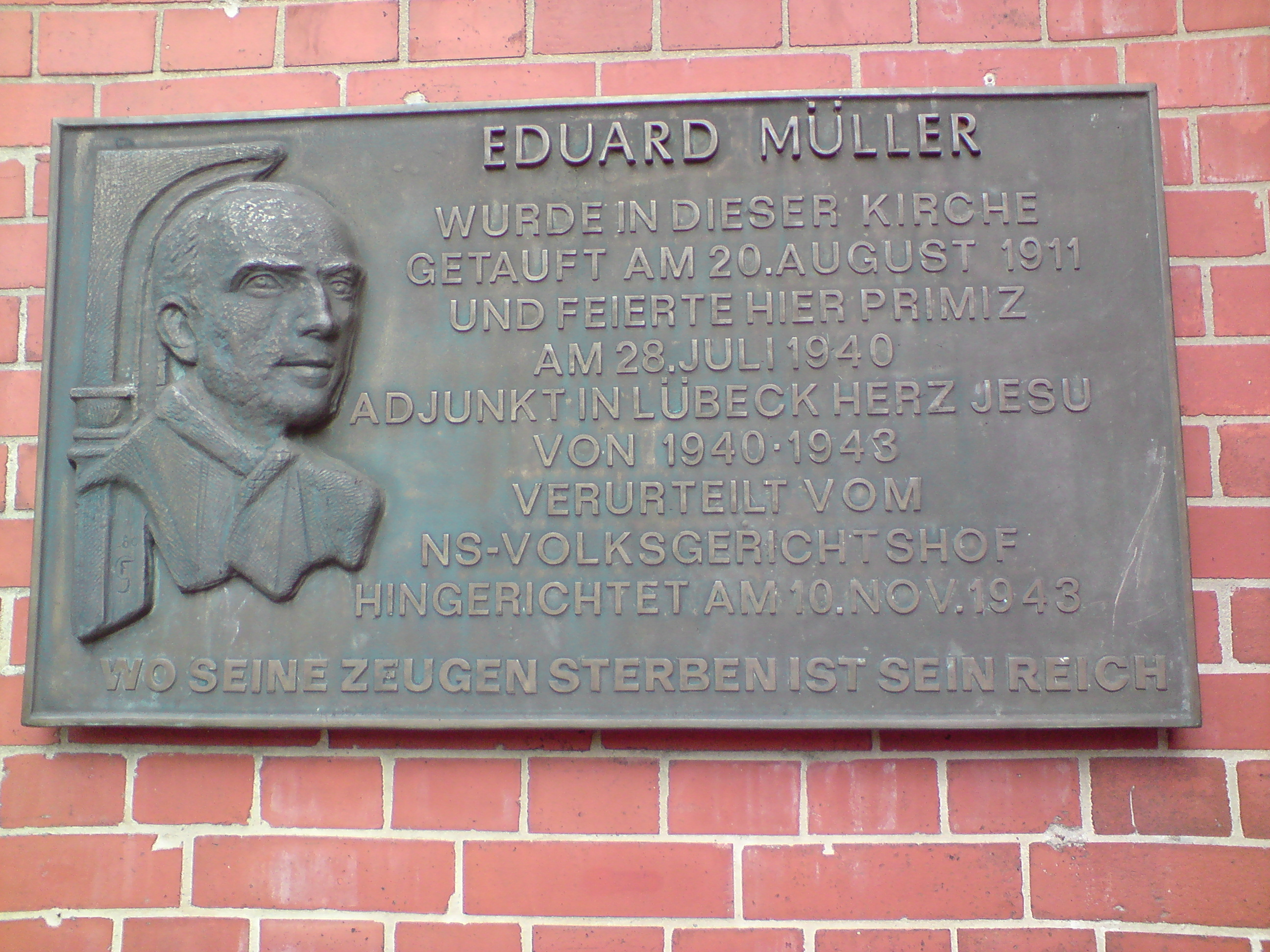
Pamětní deska